# Marie Magdalena Buquoyová
Marie Magdalena hraběnka Buquoyová, rozená di Biglia (1573 Milán – 27. března 1654 Nové Hrady) byla česká šlechtična italského původu provdaná do francouzského rodu Buquoyů. Jako vdova po císařském generálovi Karlu Buquoyovi (1571–1621) se trvale usadila Čechách, kde přes třicet let spravovala majetky získané v pobělohorských konfiskacích. Nechala opravit zanedbané hrady Rožmberk a Nové Hrady, financovala také přestavbu několika kostelů. Prosadila se v různých oborech podnikání v jižních Čechách (sklářství) a jako hlavní rodové sídlo nechala postavit Buquoyskou rezidenci na náměstí v Nových Hradech.

## Životopis

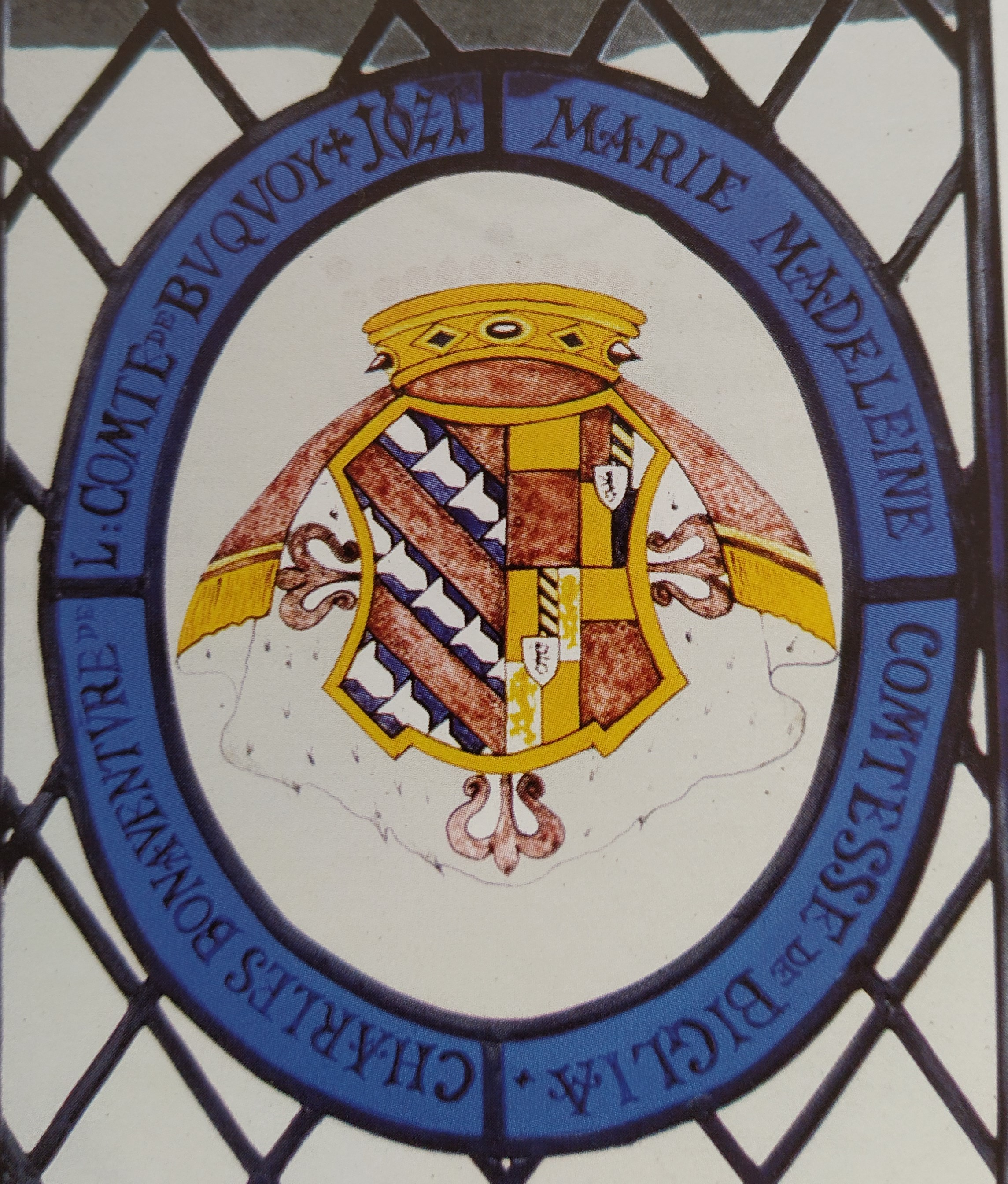
Alianční erb Karla Bonaventury Buquoye a jeho manželky Marie Magdaleny di Biglia

Pocházela z italské šlechtické rodiny, jejím otcem byl Baldassare di Biglia, hrabě di Sarona, po matce Giustině Visconti Borromeo byla příbuznou sv. Karla Boromejského. Dětství strávila v rodném Miláně a dostalo se jí vynikajicího vzdělání, plynně mluvila italsky, španělsky, francouzsky, ovládala také němčinu a latinu. Později přesídlila do Španělského Nizozemí (dnešní Belgie), kde byla dvorní dámou u bruselského dvora místodržitelky Isabely Kláry Evženie. Po několikaměsíčních přípravách se v roce 1606 v Bruselu provdala za hraběte Karla Buquoye (1571–1621). Věnem obdržela 55 000 zlatých a také panství Farciennes na území lutyšského biskupství. Ve Farciennes později často pobývala, žila ale také na buquoyských zámcích Vaux nebo Mons a nadále u místodržitelského dvora v Bruselu. Vzhledem k vojenským závazkům Karla Buquoye si společného manželského života příliš neužili, naposledy se viděli v roce 1618. 

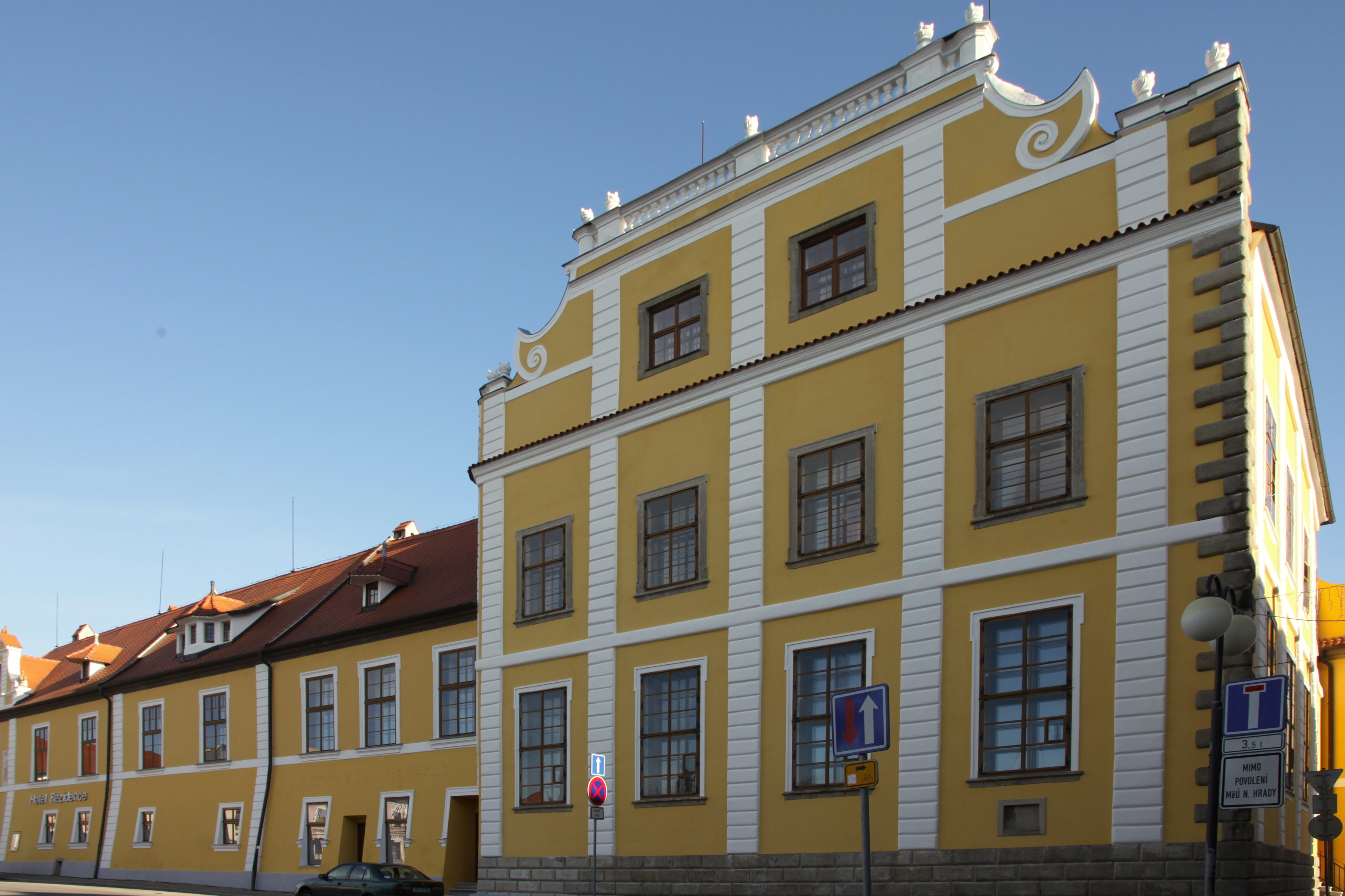
Buquoyská rezidence v Nových Hradech

Po smrti Karla Buquoye se stala správkyní rodového majetku za nezletilého syna Karla Alberta (1607–1663). Nejprve setrvala v Bruselu a správou majetků v jižních Čechách pověřila Filipa Van Straten. Ten však hospodařil více pro sebe a obohacoval se na úkor Buquoyů, o své nároky se přihlásili také dědicové Švamberků postižení procesem konfiskací. Marie Magdalena proto v roce 1623 přijela do Čech, aby osobně dohlížela na synův rozsáhlý majetek v jižních Čechách. K panství Nové Hrady, Rožmberk, Libějovice, Žumberk a Cuknštejn patřilo přes 240 vesnic a jednalo se o jeden z největších pozemkových celků v Českém království. Tato panství obdržel Karel Buquoy za vojenské zásluhy jako konfiskát po zemřelém Petrovi II. ze Švamberka ještě před porážkou stavovského povstání na Bílé hoře. Vlastnictví těchto statků si Marie Magdalena nechala potvrdit zápisem do zemských desek (1623), český inkolát získala až v roce 1627. Kromě toho obdržela od císaře Ferdinanda II. nárok na finanční dar ve výši 200 000 zlatých za manželovy vojenské zásluhy. Tato částka ale nebyla nikdy vyplacena a Buquoyové na ni ve finanční tísní uplatňovali neúspěšné nároky ještě v 18. století. Koncem roku 1623 naposledy navštívila Brusel, aby provedla inspekci rodových statků na hranicích Belgie a Francie, v roce 1624 ale natrvalo přesídlila do Čech. 
Po příjezdu do Čech sídlila Marie Magdalena nejprve na hradě Rožmberk, protože Nové Hrady byly v té době neobyvatelné v důsledku válečných událostí. V roce 1623 potvrdila městská privilegia Rožmberku a Novým Hradům. Novohradské panství rozšiřovala menšími nákupy, ještě v roce 1651 koupila panství Čichtice. Věnovala se hospodaření, podporovala například na novohradsku tradiční sklářství. Do Nových Hradů nechala zavést vodovod (1636–1639) a zájem o trvalou domestikaci potvrdila výstavbou barokního paláce náměstí v Nových Hradech. Tzv. Buquoyská rezidence vznikla v letech 1634–1636, poté byla ještě doplněna o zadní trakt (1636–1644). Jako přísná katolička byla také donátorkou několika církevních staveb, nechala přestavět poutní kostel sv. Anny v Hojné Vodě a kostel sv. Jakuba Většího v Benešově nad Černou. Největší pozornost věnovala novohradskému kostelu sv. Petra a Pavla, kde byla přistavěna panská oratoř (1642) a zřízena buquoyská rodinná hrobka (1648). Vlastnila také rezidenci v Praze, kde v roce 1627 jako konfiskát po popraveném Bohuslavu z Michalovic získala dům na Starém Městě, označovaný později jako Buquoyský palác (mezi Celetnou ulicí a Ovocným trhem).
Hraběnka Marie Magdalena Buquoyová zemřela v Nových Hradech 27. března 1654 ve věku 80 let a byla pohřbena po boku svého manželka v kostele sv. Petra a Pavla. 
Dědicem majetku se stal jediný syn Karel Albert Buquoy (1607–1663), který však Čechy nikdy pravděpodobně nenavštívil, protože jako důstojník španělské armády a místodržitel pobýval převážně v západní Evropě. Ze svých jihočeských panství a pražského paláce vytvořil rodový fideikomis (1663). Pokračovatelem usazování Buquoyů v Čechách byl až v další generaci Ferdinand Karel Buquoy (1634–1685). 